# 原渕祐
原渕 祐（はらぶち　ゆう）は、日本の化学者で、北海道大学WPI-ICReDD の特任准教授、拠点長補佐、融合研究コーディネーター  。数々の受賞歴を誇り、「量子化学計算のプリンス」と呼ばれる気鋭の研究者。
専門は量子化学。事前知識をほとんど必要とせずに、分子の光機能（発光・光異性化・光増感・光安定性など）を調べることを実現し、多くの新規光機能性分子を設計してきた光分子界のトップランカーである。。

## 学歴と職歴
- 1985年6月 	北海道札幌市で生まれる
- 2004年4月 	北海道大学 理学部化学科
- 2008年4月 	北海道大学 大学院理学院化学専攻 修士課程
- 2010年4月 	北海道大学 大学院総合化学院総合化学専攻 博士後期課程
- 2012年4月 	日本学術振興会特別研究員DC2 採用
- 2013年3月 	博士(理学)取得（指導教官：武次 徹也 教授）
- 2013年4月 	北海道大学 理学研究院化学部門 博士研究員
- 2013年6月 	米国アイオワ州立大学 博士研究員
- 2014年1月 	北海道大学 理学研究院化学部門 博士研究員
- 2014年4月 	北海道大学 理学研究院化学部門 JST-CREST(前田 理 准教授) 博士研究員
- 2016年10月 	北海道大学 理学研究院化学部門 JST-さきがけ専任研究員
- 2017年12月 	北海道大学 理学研究院化学部門 助教
- 2023年4月 - 現在　北海道大学 WPI-ICReDD, 拠点長補佐、融合研究コーディネーター
- 2023年4月 - 現在　JST創発的研究支援事業, 創発研究者
- 2023年4月 - 現在　北海道大学 WPI-ICReDD, 特任准教授

## 受賞
- 2021年3月第70回（2020年度）進歩賞, 光機能性分子の設計に向けた無輻射失活経路探索法の開発, 日本化学会
- 2020年5月理論化学会 第1回奨励賞, 理論化学会
- 2016年5月第19回 理論化学討論会: 優秀講演賞
- 2015年12月平成27年第2回CREST「分子技術」領域会議: プレゼンテーション優秀賞「銀賞」
- 2015年3月日本化学会第 95 春季年会(2015): 優秀講演賞（学術）
- 2012年8月日本化学会北海道支部２０１２年夏季研究発表会: 優秀講演賞
- 2012年6月Best Poster Prize, 28th Symposium on Chemical Kinetics and Dynamics (第28回 化学反応討論会)
- 2012年6月Outstanding Poster Award, 14th International Congress of Quantum Chemistry (ICQC14)
- 2011年11月優秀ポスター発表賞, 第1回CSJ化学フェスタ
- 2011年9月Fujitsu Poster Prizes, The Seventh Congress of the International Society for Theoretical Chemical Physics (ISTCP-VII)
- 2009年9月優秀ポスター賞, 第3回分子科学討論会